# Adelaide de Anhalt-Bernburg-Schaumburg-Hoym
Adelaide de Anhalt-Bernburg-Schaumburg-Hoym (em alemão: Adelheid von Anhalt-Bernburg-Schaumburg-Hoym; Castelo de Schaumburg, 23 de fevereiro de 1800  — Oldemburgo, 13 de setembro de 1820) foi uma princesa de Anhalt-Bernburg-Schaumburg-Hoym por direito de nascença como filha de Vítor II, Príncipe de Anhalt-Bernburg-Schaumburg-Hoym com Amália de Nassau-Weilburg. Como esposa do grão-duque Augusto de Oldemburgo, ela se tornou grã-duquesa de Oldemburgo.

## Família
A princesa Adelaide nasceu em 23 de fevereiro de 1800 no Castelo de Schaumburg, sendo a segunda das quatro filhas de Vítor II, Príncipe de Anhalt-Bernburg-Schaumburg-Hoym e da princesa Amália de Nassau-Weilburg. Entre as suas irmãs estavam Hermínia, esposa de José, Palatino da Hungria; Ema, esposa de Jorge II, Príncipe de Waldeck e Pyrmont; e Ida que se casou com seu marido cinco anos após a morte de sua irmã mais velha. Ela cresceu com as irmãs em Hoym em Anhalt, Alemanha.
Os seus avós paternos eram o príncipe Carlos Luís, Príncipe de Anhalt-Bernburg-Schaumburg-Hoym e a princesa Amália Eleonora de Solms-Braunfels. Os seus avós maternos eram o príncipe Carlos Cristiano, Príncipe de Nassau-Weilburg e a princesa Carolina de Orange-Nassau.

## Casamento e descendência
No dia 24 de julho de 1817, Adelaide casou-se com o príncipe Augusto de Oldemburgo, filho do grão-duque Pedro I de Oldemburgo e da princesa Frederica de Württemberg. Juntos tiveram duas filhas:
- Amália de Oldemburgo (21 de dezembro de 1818 - 20 de maio de 1875); casada com o príncipe Otto da Baviera, eleito rei da Grécia; sem descenência.
- Frederica de Oldemburgo (8 de junho de 1820 - 20 de março de 1891) casada com Jacob Washington, um parente afastado do primeiro presidente dos Estados Unidos da América, George Washington.

O casamento foi feliz, mas Adelaide morreu apenas três anos depois, aos vinte anos de idade, ao dar à luz a sua filha Frederica. O seu marido viria a casar-se novamente, cinco anos depois, com a sua irmã mais nova, a princesa Ida de Anhalt-Bernburg-Schaumburg-Hoym.